# Agios Dimitrios FC
Agios Dimitrios (Grieks: Π.Α.Ο. Άγιος Δημήτριος) is een Griekse voetbalclub uit Agios Dimitrios (Athene). De club werd in 1928 opgericht.

## Bekende (ex-)spelers
- Fangio Buyse